# Église Maronite Saints-Sauveur-et-Maroun d'Issy-les-Moulineaux
L'église Maronite Saints-Sauveur-et-Maroun d'Issy-les-Moulineaux est un lieu de culte maronite situé au sein de l'hôpital Corentin-Celton.

## Description
C'est un bâtiment de style néo-roman.

## Historique

### Hospice  des Petits-Ménages

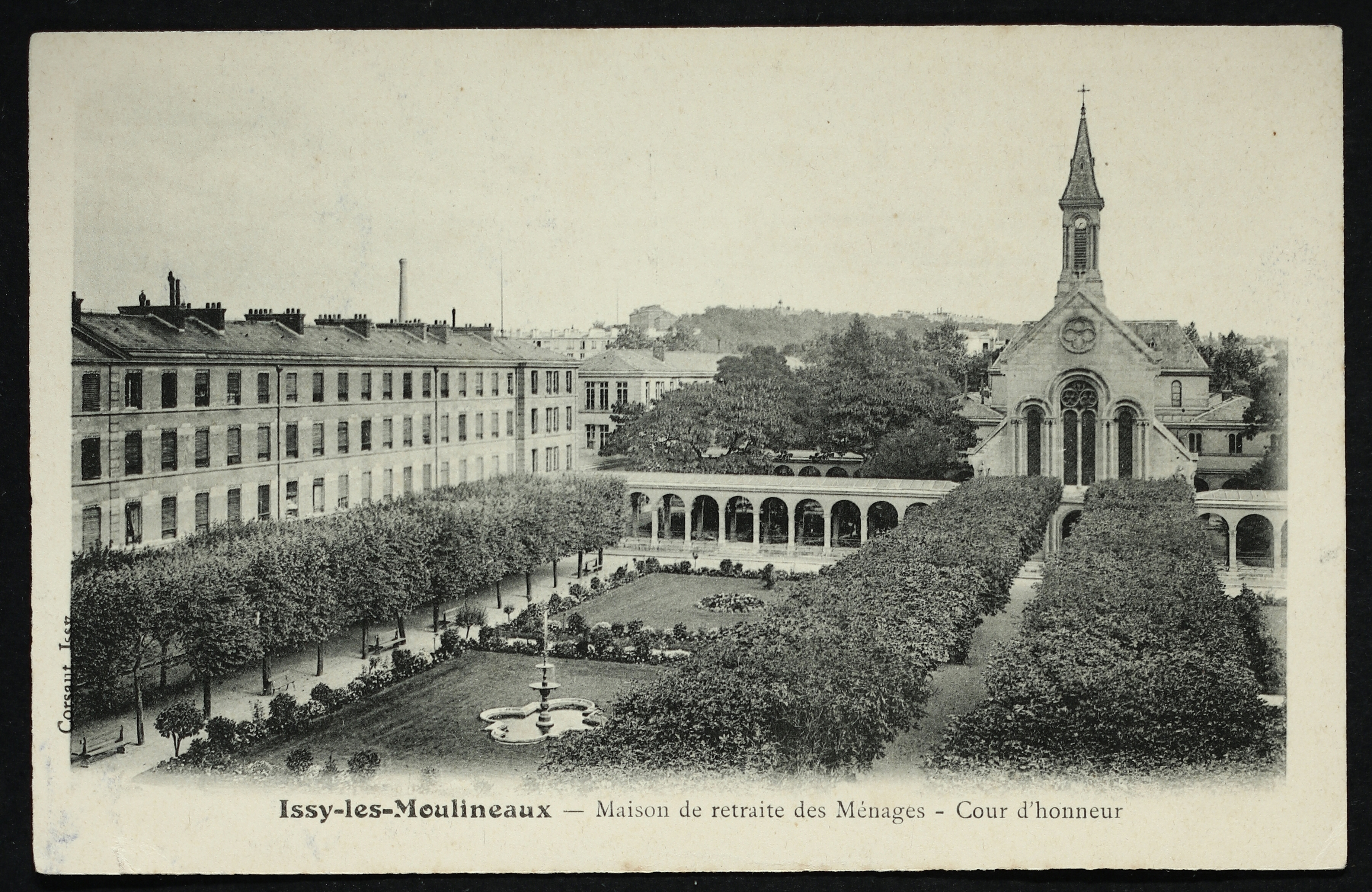
Cour d'honneur de l'hospice, 1900.

La chapelle Saint-Sauveur a été construite en même temps que l`hospice  des Petits-Ménages et a été consacrée le 19 novembre 1863 par l'archevêque de Paris Mgr Darboy.
Par la suite, l'hospice a été partiellement détruit pour faire place à l'hôpital Corentin-Celton et la chapelle a été conservée.

### Hôpital Corentin-Celton

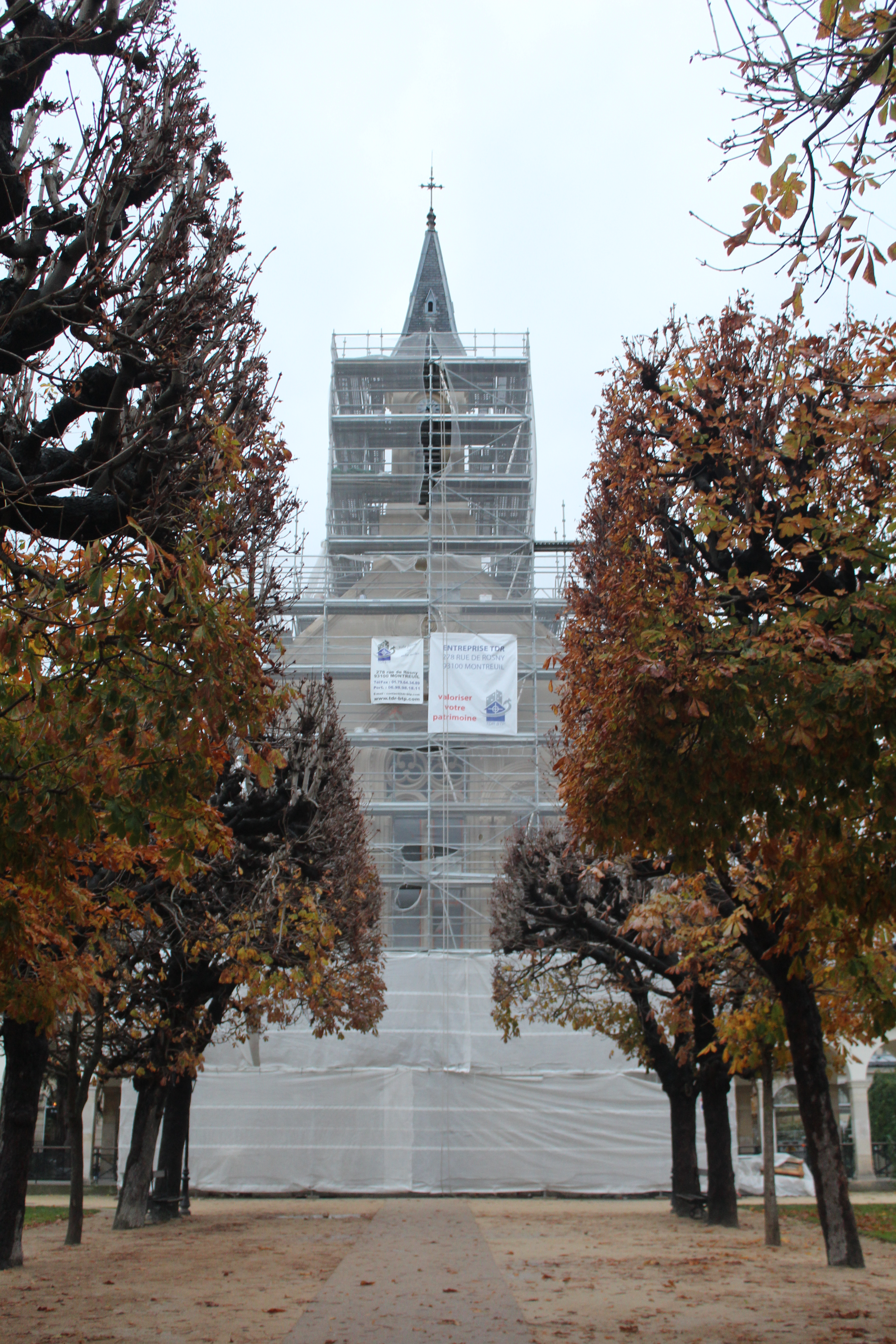
L'église durant les travaux de 2018.

Cette chapelle fut désaffectée en 2004 et transformée en espace culturel,.
Elle fut par la suite réaffectée aux catholiques maronites.
Elle fut reconsacrée par Mgr Nasser Gemayel en janvier 2018,.
Dans la même année, un ravalement complet de la façade est entrepris.